# Víctor Dávila
Víctor Alejandro Dávila Zavala (ur. 4 listopada 1997 w Iquique) – chilijski piłkarz występujący na pozycji napastnika lub skrzydłowego, reprezentant Chile, od 2024 roku zawodnik meksykańskiej Amériki.